# Jessica Mas
Jéssica Mas Negró (Bayamón, 5 de diciembre de 1976) es una actriz puertorriqueña radicada en México.

## Biografía
Originaria de Puerto Rico, Jéssica Más creció con la ilusión de convertirse en periodista, por ello estudió Ciencias de Comunicación en la Universidad de su natal Puerto Rico. Pero en los ratos que los libros le dejaban libre, empezó a girar su atención hacia la interpretación. Poco a poco creció en ella la idea de aparcar el periodismo para concentrarse en el intento de despuntar como profesional de la interpretación.

## Carrera
Estudió arte dramático a las órdenes de la actriz mexicana Adriana Barraza y en la academia CEA propiedad de Televisa para, posteriormente, comenzar a trabajar en la pequeña pantalla. Debutó en la sitcom "La cafetería siempre abierta", pero su verdadera consagración llegó en 2008, coincidiendo con su debut en el cine en el filme de Carlos Cuarón "Rudo y cursi".

## Trayectoria

### Telenovelas
- Amor dividido (2022) - Minerva Ortiz Fregoso
- Amar a muerte (2018-2019) - Guadalupe "Lupita" de Valdés [2]
- La bella y las bestias (2018) - Cristina Reyes "La Joyera"
- Tenías que ser tú (2018) - Madre de Simona
- La fiscal de hierro (2017) - Fabiana
- Corazón que miente (2016) - Karla Bustos de Moliner
- Reina de corazones  (2014) - Alicia Palacios "La Cobra"
- Taxxi, amores cruzados (2013-2014) - Lina Ferrer
- Lo que la vida me robó (2013-2014) - Tte. Mónica Rentería
- Cachito de cielo (2012) - Sonia Serrano
- Corazón apasionado (2012) - Fedora Campos-Miranda
- El fantasma de Elena  (2010-2011) - Dulce Uzcategui
- Alma de hierro (2008-2009) - Florencia Velarde
- Palabra de mujer (2007-2008) - Mireya Aranda

### Series de televisión
- Esta historia me suena (2020) - Diana
- Falco (2018) - Nicky Vega
- 40 y 20 (2016) - Lola
- Los héroes del norte (2013) - "La Reina"
- Los simuladores (2009) - Irene
- Tiempo final (2008) - Leticia
- El Pantera (2007) - Angeles
- South Beach  (2006) - Los Ojos II

### Cine
- Campeona sin corona (2020) - Irina
- Fuerza (2015) - Fuerza
- El arribo de Conrado Sierra (2012) - Clara Josefa
- Sucedió en un día  (2010) - Sirena
- Rudo y Cursi (2008) - Maya
- Segunda luna de miel (2001) - Gabrielle